# Marilia lateralis
Marilia lateralis is een schietmot uit de familie Odontoceridae. De soort komt voor in het Neotropisch gebied.